# دارين إيمرسون
دارين إيمرسون (بالإنجليزية: Darren Emerson)‏ هو منتج أسطوانات وكاتب أغاني ودي جيه بريطاني، ولد في 30 أبريل 1971 في Hornchurch ‏ في المملكة المتحدة.

## وصلات خارجية
- الموقع الرسمي
- دارين إيمرسون على موقع IMDb (الإنجليزية)
- دارين إيمرسون على موقع ميوزك برينز (الإنجليزية)
- دارين إيمرسون على موقع إن إن دي بي (الإنجليزية)
- دارين إيمرسون على موقع أول ميوزيك (الإنجليزية)
- دارين إيمرسون على موقع ديسكوغز (الإنجليزية)
- دارين إيمرسون على موقع قاعدة بيانات الفيلم (الإنجليزية)